# Sofian El Fani
Sofian El Fani (arabisch سفيان الفاني, DMG Sufyān al-Fānī; * 28. Januar 1974) ist ein tunesischer Kameramann.
Sofian El Fani ist seit Ende der 1990er Jahre als Kameraoperateur und Kameraassistent tätig. Seit 2005 ist er als eigenständiger Kameramann aktiv. Für seine Arbeit bei Blau ist eine warme Farbe wurde er 2014 für den César nominiert und 2015 für den Film Timbuktu ausgezeichnet.

## Filmografie (Auswahl)
- 2009: Le Fil – Die Spur unserer Sehnsucht (Le Fil)
- 2010: Fin Décembre
- 2013: Blau ist eine warme Farbe (La vie d’Adèle)
- 2014: Timbuktu
- 2018: In sicheren Händen (Pupille)
- 2019: Vom Gießen des Zitronenbaums (It Must Be Heaven)
- 2019: Agas Haus (Aga’s House)
- 2022: Fremde Freunde (Ashab wala Aaz)